# Burnet megye
Burnet megye az Amerikai Egyesült Államokban, azon belül Texas államban található. Megyeszékhelye Burnet, legnagyobb városa Marble Falls. Lakosainak száma 49 130 fő (2020. április 1.). Burnet megye Blanco, Bell, San Saba, Lampasas, Williamson, Travis és Llano megyékkel határos.

## Népesség
A megye népességének változása:
| Lakosok száma | 42 806 | 43 352 | 43 556 | 43 823 | 45 463 | 49 130 |
|               | 2010   | 2011   | 2012   | 2013   | 2015   | 2020   |